# Entodon divergens
Entodon divergens är en bladmossart som beskrevs av Brotherus 1929. Entodon divergens ingår i släktet Entodon och familjen Entodontaceae. Inga underarter finns listade i Catalogue of Life.